# Clarksville City
Clarksville City é uma cidade localizada no estado norte-americano do Texas, no Condado de Gregg e Condado de Upshur.

## Demografia
Segundo o censo norte-americano de 2000, a sua população era de 806 habitantes.
Em 2006, foi estimada uma população de 847, um aumento de 41 (5.1%).

## Geografia
De acordo com o United States Census Bureau tem uma área de
16,7 km², dos quais 16,3 km² cobertos por terra e 0,4 km² cobertos por água.

## Localidades na vizinhança
O diagrama seguinte representa as localidades num raio de 12 km ao redor de Clarksville City.